# Ilias Nielsen
Ilias Sivori Nielsen (født 18. marts 1989) er en dansk floorballspiller, der spiller for Brønderslev Hot Shots. 

## Karriere
Nielsen har spillet for Hafnia FC fra barns ben til klubskiftet til Hot Shots i sæsonen 08/09. Han var den helt store stjerne da Hafnia slog Hot Shots i DM-finalen for sæsonen 07/08 og blev efter finalen kåret til årets spiller i Danmark 2007/08, samt udtaget til årets hold. Han var dermed den yngste spiller nogensinde, der har formået at blive årets spiller i Danmark i en alder af bare 19 år og 33 dage. 
Nielsen slog igennem på Hafnias førstehold allerede som 15-årig. Han har spillet to VM for U-19 landshold. Senest i november måned 2007, da han var anfører, da Danmark vandt B-VM i Schweiz. Her blev han, i øvrigt ligesom sin nye holdkammerat Claus Nisbeth, udtaget til VM's All-Star hold. Ved VM for U-19 landshold i 2005 blev han i en alder af bare 16 år, topscorer for Danmark. 
Ilias Sivori Nielsen har lavet en kontrakt med Hot Shots på 1+1 år, og vil spille i trøje nummer 21.
I 2008/2009 taber Ilias Nilsen både pokalfinale 12-8 til sin Bandomsklub Hafina og DM-finale med 5-1 til Rødovre.
- På Trods af det kommer han på årets hold.
Ilias vælger dog ikke at forlænge sin kontrakt med Hot shots og står nu pt. uden kontrakt.
 Der er for få eller ingen kildehenvisninger i denne artikel, hvilket er et problem. Du kan hjælpe ved at angive troværdige kilder til de påstande, som fremføres i artiklen.